# Cneorella phuphanensis
Cneorella phuphanensis es un coleóptero de la familia Chrysomelidae.
Fue descrita científicamente en 2005 por Bezdek.